# گاما-اندورفین
گاما-اندورفین (به انگلیسی: Gamma-endorphin) با فرمول شیمیایی C۸۳H۱۳۱N۱۹O۲۷S یک ترکیب شیمیایی با شناسه پاب‌کم ۱۶۱۳۸۰۰۸ است. که جرم مولی آن ۱۸۵۹٫۱۰۴۳۴ g/mol می‌باشد. 